# Борони-Конзони (Бергамо)
Борони-Конзони је насеље у Италији у округу Бергамо, региону Ломбардија.
Према процени из 2011. у насељу је живело 13 становника. Насеље се налази на надморској висини од 223 м.